# Débarquement à Pisagua
Guerre du Pacifique
Batailles
Campagne navale
- Chipana
- Iquique
- Punta Gruesa
- Antofagasta (1re)
- Antofagasta (2e)
- Rímac
- Angamos
- Pilcomayo
- Arica (1re)
- Arica (2e)
- Callao

Campagne terrestre
- Topáter
- San Francisco
- Tarapacá
- Los Ángeles
- Alto de la Alianza (Tacna)
- Arica
- Chorrillos
- Miraflores
- Lima
- San Pablo
- Pachia
- La Concepción
- Huamachuco

Le débarquement à Pisagua ou combat de Pisagua était une attaque amphibie des troupes chiliennes à partir de navires de transport protégés par leurs navires de guerre contre le port de Pisagua défendu par les troupes alliées du Pérou et de la Bolivie, ayant eu lieu le 2 novembre 1879, pendant la guerre du Pacifique et dans le cadre de la campagne de Tarapacá. Un débarquement simultané sur la plage de Junín, au sud de Pisagua, afin de distraire les forces alliées, a été effectué sans problème majeur mais a été effectué tardivement. 

## Antécédents
L'idée d'envahir la région de Tarapacá pour forcer le Pérou à abroger le pacte d'alliance avec la Bolivie et à obtenir la garantie du paiement des indemnités de guerre était présente au gouvernement chilien depuis la déclaration de guerre du 5 avril. Pendant six mois, la marine péruvienne avait empêché le transport en mer du ravitaillement chilien et le manque d'organisation et de fournitures a arrêté les forces chiliennes à Antofagasta.
Les deux armées avaient réussi pendant la campagne navale à mobiliser des forces péruviennes sur Arica et Iquique,  et chiliennes sur Antofagasta.
Après que la marine péruvienne a perdu le monitor Huáscar à la bataille  d'Angamos, le commandement chilien a décidé de lancer la campagne terrestre avec l'invasion du département de Tarapacá. Cependant, le manque de munitions n'a pas permis d'ordonner le débarquement plus tôt, comme l'auraient souhaité l'opinion publique et le gouvernement.

### Combat

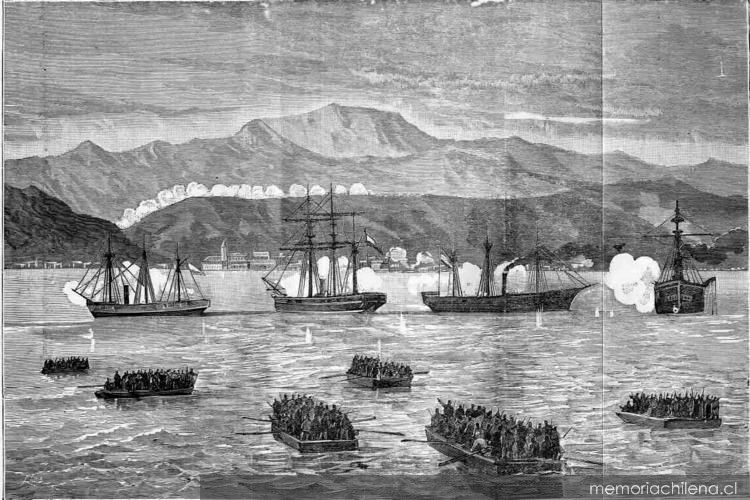
Débarquement à Pisagua

L'armée chilienne avait 4 890 hommes pour cette opération et 2 175 envoyés à Junín et environ 2 500 sont restés dans la réserve de la flotte.
À 5h00 du matin, les lumières de 19 navires chiliens arrivaient sur la côte de Pisagua. Isaac Recavarren décide d'appeler les bataillons Victoria et Independencia sous le commandement de Pedro Villamil, avec 964 Boliviens pour renforcer le port.
À 7h00 du matin, le bombardement des deux batteries côtières a commencé et peu après, les troupes chiliennes ont été disposées dans des péniches de débarquement.
En arrivant à Pisagua, la frégate blindée Almirante Cochrane et la corvette O'Higgins ont attaqué le fort sud, tandis que le fort nord a été attaqué par la canonnière Magallanes et la goélette Covadonga. Le fort nord n'a pu renvoyer qu'un seul coup avant d'être rendu inutile. Le fort sud a maintenu ses tirs plus longtemps, mais a finalement été rendu inutile par l'artillerie navale chilienne.

### Premier débarquement

Schéma du débarquement

À 8h00 du matin, le débarquement commence avec les 1re et 3e compagnies du bataillon Atacama et deux compagnies du régiment Zapadores, dont quelque 450 hommes parviennent à atteindre la plage.
Les Péruviens se sont retirés de manière ordonnée, mais les Boliviens n'ont pas pu se retirer de la même manière. Cependant, des problèmes de coordination dans l'armée chilienne ont retardé le débarquement, permettant aux troupes péruviennes de se regrouper et de prendre de meilleures positions défensives, ce qui a rendu difficile l'avancée des assaillants. Malgré la défense, l'infanterie chilienne réussit à prendre les tranchées péruviennes et à pénétrer à l'intérieur des terres avant d'être délogée. Les barques chiliennes sont revenus aux navires à la recherche d'une seconde vague.

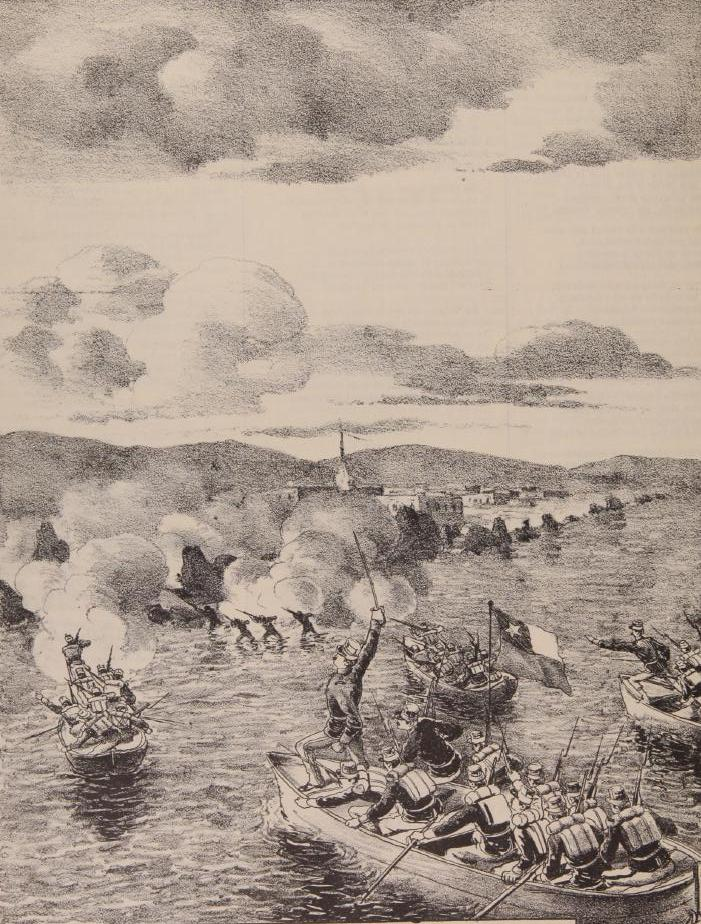
Débarquement à Pisagua

À 10h00 du matin, après trois heures de combats, les batteries sont rendues inutiles, ce qui permet enfin aux bateaux chiliens protégés par l'artillerie navale d'avancer. La défense alliée a également repoussé ce débarquement, ce qui a entraîné un manque de coordination chez les officiers chiliens qui ont proposé d'atterrir à Junín ou Pisagua Viejo ou Ilo, pensant que ce premier débarquement était raté.

### Second débarquement
Après la première vague d'assaut, une deuxième vague de soldats a réussi à embarquer, le reste du bataillon Atacama et trois compagnies du régiment Buin tandis que les navires blindées s'approchaient de la côte pour réduire la défense contre la deuxième charge chilienne.

### Débarquement à Junín
À 14H00, d'autres soldats chiliens ont débarqué sur la plage voisine de Junín. 
La montée des Chiliens vers des positions plus favorables a été très difficile, compte tenu des conditions du terrain et de la défense des alliés. L'incorporation successive des troupes a permis de prendre enfin les hauteurs avec la prise de Alto Hospicio.

### Résultat
L'armée chilienne a eu 56 morts et 124 blessés. = Les pertes des Alliés (Boliviens et Péruviens) étaient de plus de 200 morts et blessés. 
Cette victoire a fourni aux forces chiliennes un port où elles pouvaient débarquer des troupes, des armes et des fournitures. Les forces chiliennes étaient stationnées à Alto Hospicio et la campagne de Tarapacá allait commencé.